# Krzysztof Habraszka
Krzysztof Habraszka (ur. 22 lipca 1977 w Bytomiu) – polski karateka stylu Kyokushin posiadający 4 Dan. Zawodnik Polskiej Kadry Narodowej Kyokushin w latach 1997–2009. Absolwent Politechniki Śląskiej w Gliwicach. Mąż Dobrosławy Habraszki.

## Osiągnięcia i wyniki

### Mistrzostwa Europy
- Katowice 2000 – III miejsce w kategorii open
- Uzhgorod (Ukraina) 2003 – I miejsce w kategorii ciężkiej do 90 kg
- Baja (Węgry) 2003 – III miejsce w kategorii open
- Riesa (Niemcy) 2004 – I miejsce w kategorii ciężkiej do 90 kg
- Warszawa 2004 – I miejsce w kategorii open
- Warna (Bułgaria) 2005 – II miejsce w kategorii ciężkiej do 90 kg
- Belgrad (Serbia) 2005 – I miejsce w kategorii open
- Mesyna (Włochy) 2007 – II miejsce w kategorii ciężkiej do 90 kg
- Riesa (Niemcy) 2007 – III miejsce w kategorii open
- Vitoria (Hiszpania) 2008 – I miejsce w kategorii + 90 kg

### Mistrzostwa Świata
- Tokio 2009 – IV miejsce w kategorii ciężkiej + 90 kg

### Mistrzostwa Ameryk
Puchar Mistrzostwa Ameryki Północnej i Południowej
- Nowy Jork 2007 – IV miejsce w kategorii open
- Nowy Jork 2008 – V  miejsce w kategorii open
- Nowy Jork 2009 – I miejsce w kategorii open

### Mistrzostwa Polski
- W Mistrzostwach Polski Seniorów Krzysztof Habraszka zdobył 4 złote, 5 srebrnych i 3 brązowe medale.
- W Pucharze Polski Seniorów uzyskał 5 złotych medali, 2 srebrne i 1 brązowy.